# Abies veitchii var. sikokiana
Abies veitchii var. sikokiana (Nakai) Kusaka, 1954, è una varietà naturale di A. veitchii appartenente alla  famiglia delle Pinaceae, endemica di due ristrette aree montane dell'isola di Shikoku, in Giappone.

## Etimologia
Il nome generico Abies, utilizzato già dai latini, potrebbe, secondo un'interpretazione etimologica, derivare dalla parola greca ἄβιος = longevo. Il nome specifico veitchii fu assegnato in onore di John Gould Veitch che rinvenne la specie sul Fuji nel 1861. L'epiteto sikokiana fa riferimento all'isola di Shikoku, dove vegeta questa varietà.

## Descrizione
Questa varietà differisce da A. veitchii per gli aghi più corti (lunghi fino a 2 cm) e i coni femminili più piccoli, lunghi 3-4 cm e larghi 1,5-2 cm, di forma ellissoidale-cilindrica.

## Distribuzione e habitat
Cresce in due piccole aree forestali sulle due montagne più alte dell'isola, vegetando sui crinali rocciosi ad altitudini comprese tra 1700 e 2000 m.

## Conservazione
Le due subpopolazioni hanno un areale primario stimato di 100 km², e quindi lo status di conservazione dovrebbe rientrare nelle specie in pericolo di estinzione; tuttavia, non esistono prove o indizi di un declino di questa varietà. Considerando i rischi concreti, come gli incendi boschivi, eventualmente molto impattanti su una popolazione così ristretta, viene classificata specie vulnerabile nella Lista rossa IUCN.